# Гуреев, Василий Николаевич
Васи́лий Никола́евич Гуре́ев (укр. Василь Миколайович Гуреєв; род. 22 апреля 1952) — украинский государственный деятель и экономист. Президент Ассоциации судостроителей Украины (с 1998).

## Образование
Ждановский металлургический техникум (1967—1971). Киевский институт народного хозяйства (1978), «Планирование промышленности».
Кандидат экономических наук. Владеет английским языком.

## Трудовая деятельность
- С сентября 1971 — слесарь завода «Азовсталь».
- С ноября 1971 — служба в армии, Группа советских войск в Германии.
- С февраля 1978 — инженер, главный экономист, начальник планово-экономичного отдела, заместитель генерального директора по экономическим вопросам ПО «Киевприбор».
- С сентября 1992 — первый заместитель начальника управления экономического анализа и прогнозирования и обеспечения развития науки и производства в рыночных условиях Министерства машиностроения, военно-промышленного комплекса и конверсии Украины.
- С января 1993 — заместитель Министра, 3 июля 1995 — 25 февраля 1997 — Министр экономики Украины[1][2].
- 26 февраля — 25 июля 1997 — Министр машиностроения, военно-промышленного комплекса и конверсии Украины[3][4].
- 25 июля 1997 — 1 февраля 2000 — Министр промышленной политики Украины[5][6].
- 5 июня 2001 — 24 апреля 2002 — Министр промышленной политики Украины[7][8].

Член президиума Политсовета (февраль 2000 — август 2007), заместитель председателя Партии промышленников и предпринимателей Украины (июль 2000 — август 2007).

## Парламентская деятельность
Народный депутат Украина 4-го созыва с апреля 2002 до апреля 2006 от Блока «За единую Украину», № 18 в списке. Член Комитета по вопросам промышленной политики и предпринимательства.
Народный депутат Украина 5-го созыва с апреля 2006 до ноября 2007 от Блока «Наша Украина», № 36 в списке. Член Комитета по вопросам промышленной и регуляторной политики и предпринимательства.
Народный депутат Украина 6-го созыва с ноября 2007 до декабря 2012 от Партии регионов, № 104 в списке. Член Комитета по вопросам промышленной и регуляторной политики и предпринимательства.

## Семейное положение
Русский. Отец Николай Фёдорович (1924—1999) — юрист, мать Ефросиния Васильевна (1929 - 2016) — пенсионер. Жена Татьяна Алексеевна (1953) — экономист. Дочь Вера (1978) — экономист.

## Награды и звания
Лауреат Государственной премии Украины в области науки и техники (1999). Заслуженный экономист Украины (сентябрь 1999). Орден «За заслуги» III (апрель 2002), I степеней (август 2011). Почётная грамота Кабинета Министров Украины (апрель 2002). Орден Святого князя Владимира.